# 瑞狄库斯
瑞狄库斯（英語：Rediculus）古罗马神话人物之一。为重要的城市守护神之一。其事迹反映于相关古典作家之著述，亦出现于公元前3世纪前后的布匿战争中，具有重要影响与积极意义。